# رسالة الحقوق
رسالة الحقوق وهي عبارة عن مجموعة بنود كتبها الإمام علي بن الحسين حفيد علي بن أبي طالب وفاطمة بنت رسول الله في الإسلام إثر مقتل والده الحسين بن علي في واقعة الطف بكربلاء تحتوي على البنود التالية: